# Église Saint-Pierre de Frohen-le-Petit
Pour les articles homonymes, voir Église Saint-Pierre.
L'église Saint-Pierre de Frohen-le-Petit est une église catholique située à Frohen-le-Petit, hameau de la commune de Frohen-sur-Authie, dans le département de la Somme, en France au nord-ouest d'Amiens.

## Historique
L'église de Frohen-le-Petit a été construite au XVIe siècle pour le chœur et au XVIIIe siècle pour la nef et la façade. 

### Protection
Le chœur est protégé au titre des monuments historiques : inscription depuis un arrêté du 19 février 1926.

## Caractéristiques
L'église est construite en pierre avec le chœur plus élevé que la nef. 
Le portail est de style néo-classique. Un clocher hexagonal recouvert d'ardoises surmonte la toiture de la nef. 
L'église conserve une statue de saint Fursy du XVIe siècle, classée au titre d'objet.
Elle contient les pierres tombales de François Marie Perrot de Fercourt, seigneur de Frohen le Grand et Frohen le Petit, de son épouse, Marie-Antoinette Eléonore de Créquy-Canaples, du frère de celle-ci Louis Charles François de Créquy-Canaples, de l'abbé Dubos, curé de la paroisse pendant 48 ans, décédé en 1699.

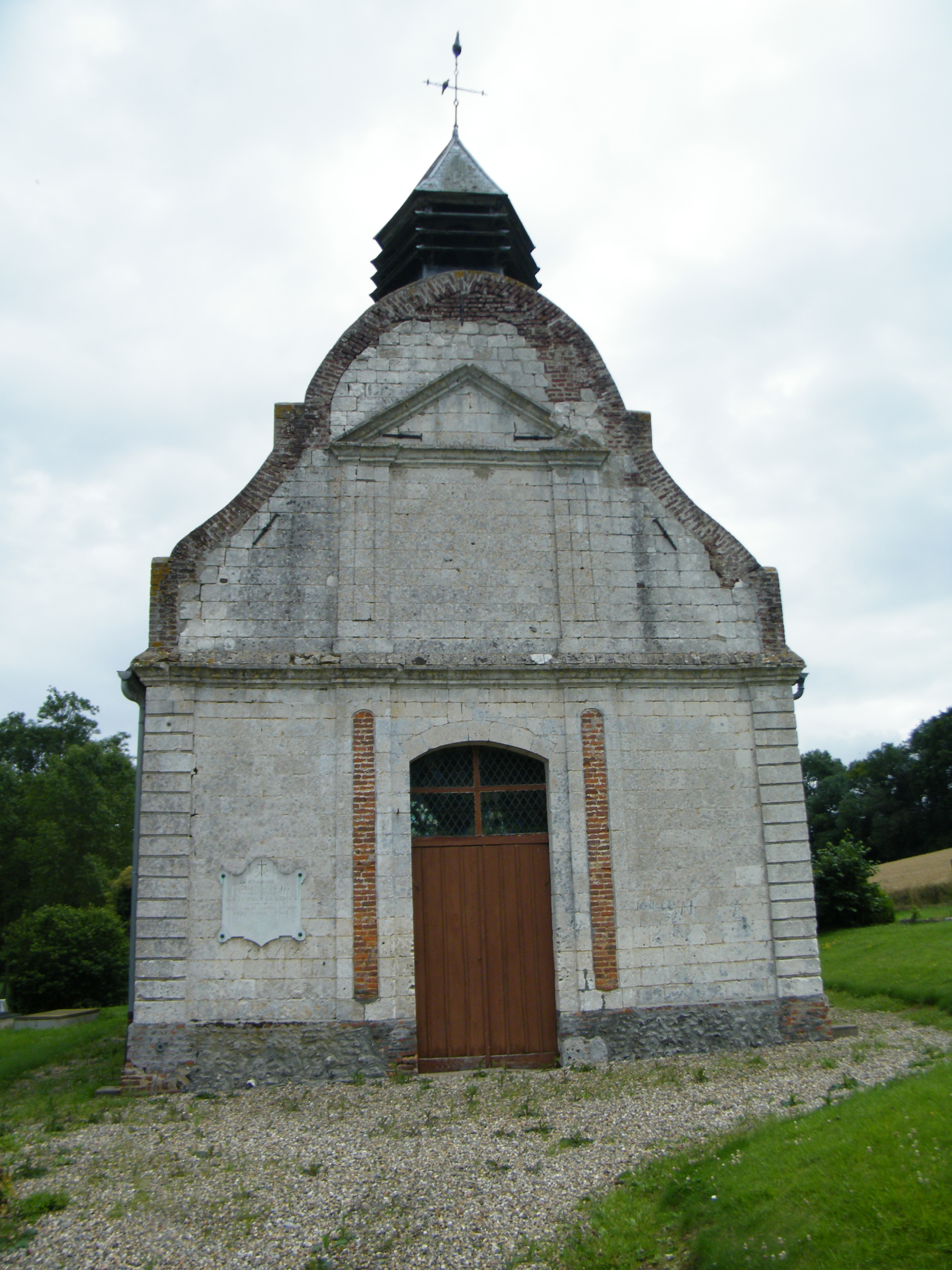
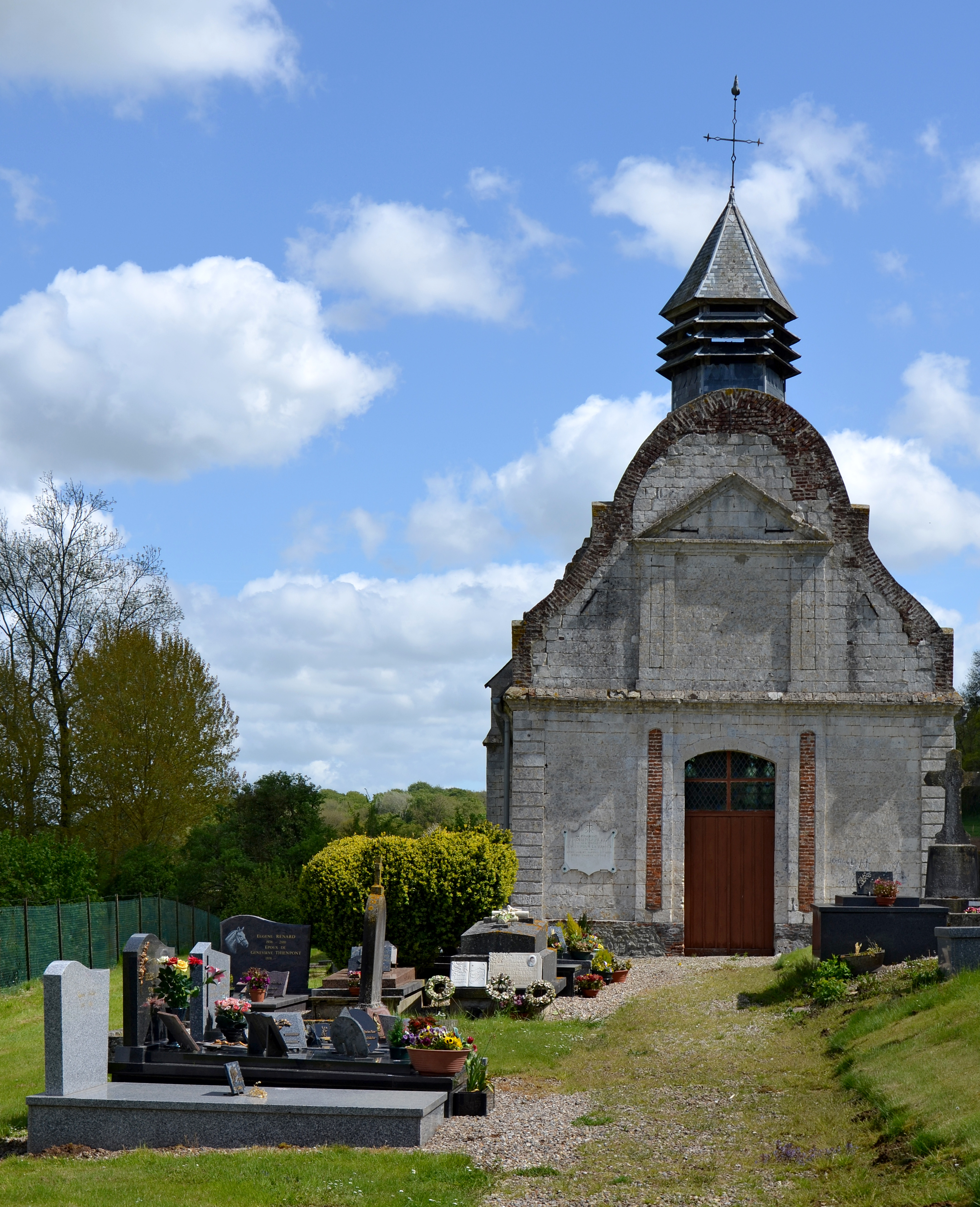
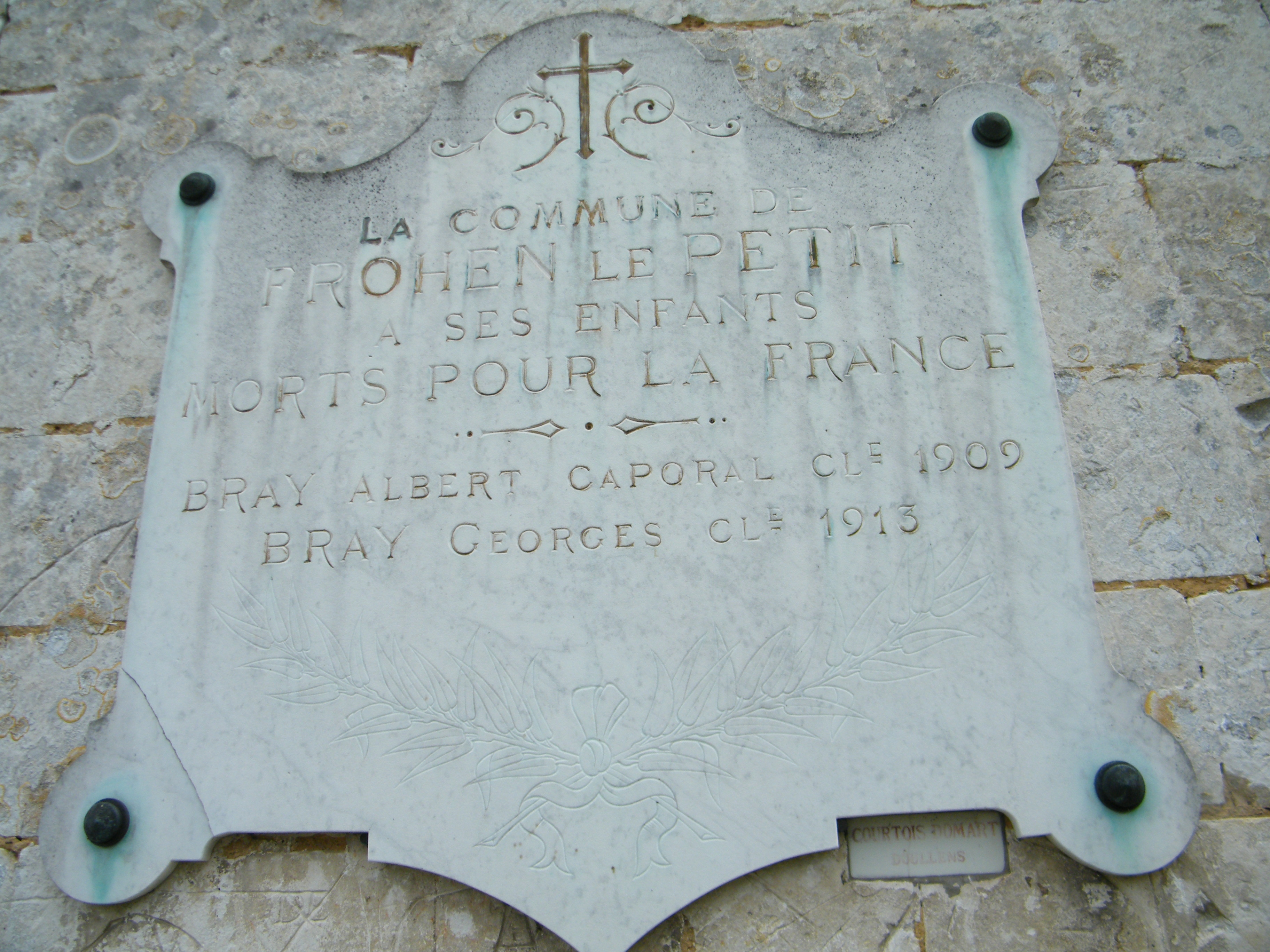
Plaque commémorative.